# 吉井長平
吉井長平（日语：／ Yoshii Chōhei，1883年1月—？），日治時期高雄市的日本人，企業家。

## 生平
吉井長平出生於滋賀縣長濱市川崎町，於1903年來到台灣，先在台北發展，1908年看好高雄的發展南下，先在旗後（今旗津）開設以賣西洋貨為主的雜貨店，後來業務蒸蒸日上，陸續在高雄州的高雄市與屏東市開設四間分店，1921年其將本店移到壽町，再加上幾項成功投資，使其實力大增，最後在今高雄市鹽埕區大勇、五福路口現址蓋起五層樓高百貨，由京都的奧野捨次郎監造，1938年開幕的「吉井百貨店」（日语： Yoshii Depāto）為今高雄市第一間百貨公司，也讓高雄市百貨業發展進入一個新的階段。吉井百貨和臺北菊元百貨、臺南林百貨，並稱為日治時代三大百貨。吉井長平在1933年到1935年曾任高雄市協議員，1941、1942和1944年曾任高雄市會議員。 二戰結束後吉井長平被迫放棄台灣的事業，被遣返回日本，並在家鄉度過餘生。
吉井長平被喻為有「近江商人」的天賦。吉井三兄弟在台灣事業有成後，曾於1921年在家鄉川崎町天滿神社奉納一座鳥居，上面並刻寫「當村出身 現住台灣打狗港 吉井長平 吉井善介 吉井清七 大正十年正月」等文字，此鳥居目前仍存在。
「吉井商行本店」及「吉井商行吳服部」位於鼓山一路上，兩棟建築雖然外表貼附現代磁磚，但內部仍是原結構。吳服部建於1921年，戰後曾做為高港鐵路承攬運輸股份有限公司，保有原建築的木構屋架，外牆也留有壁面裝飾，但在2020年拆除。

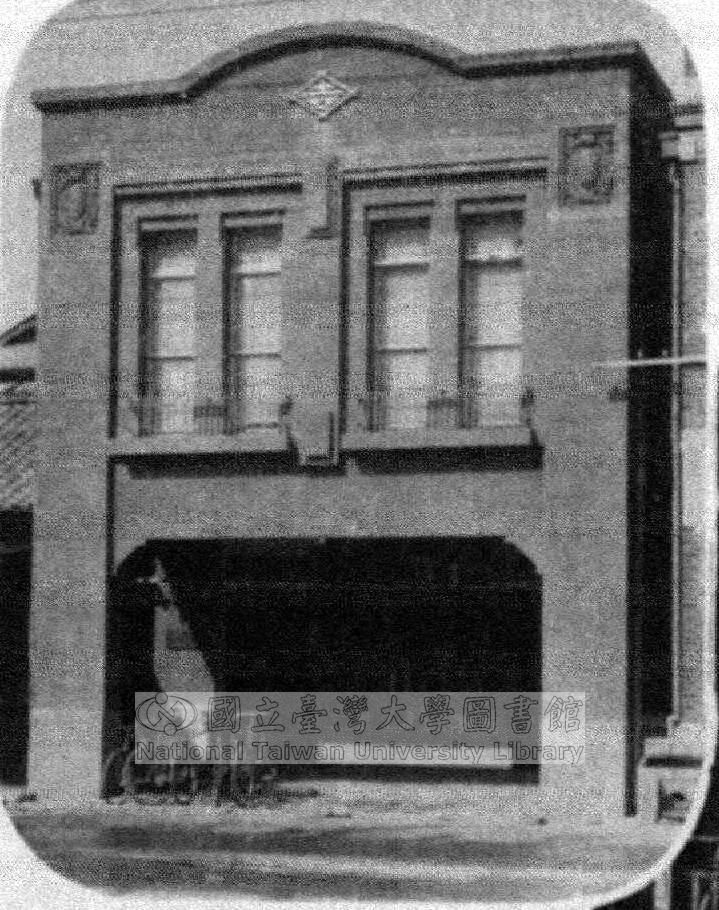
吉井商行本店
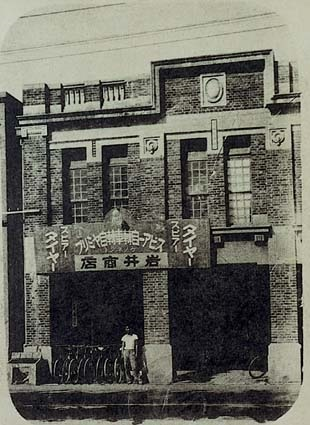
吉井商行吳服部
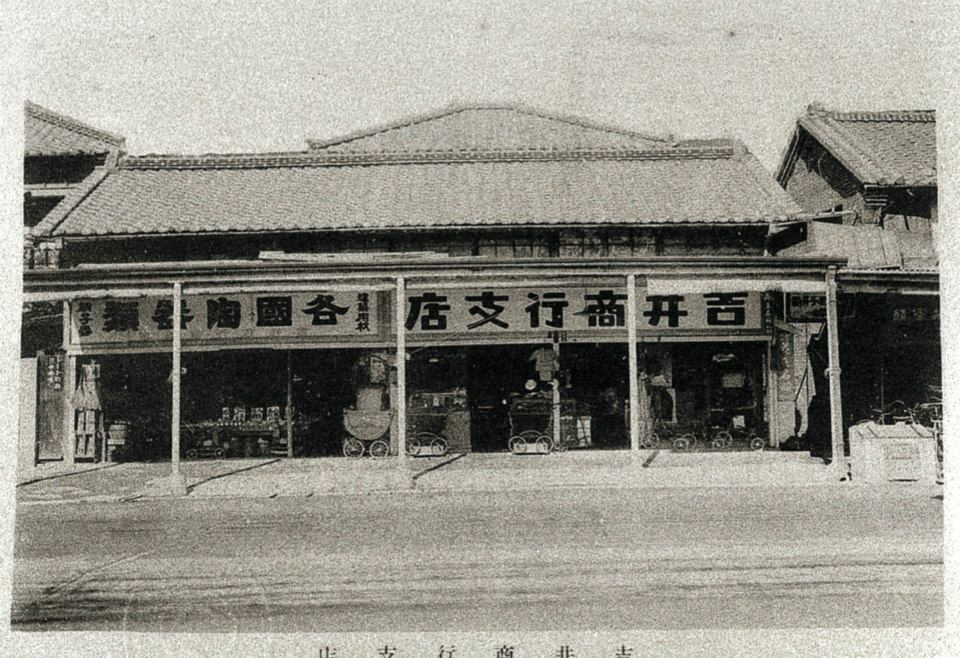
吉井商行支店
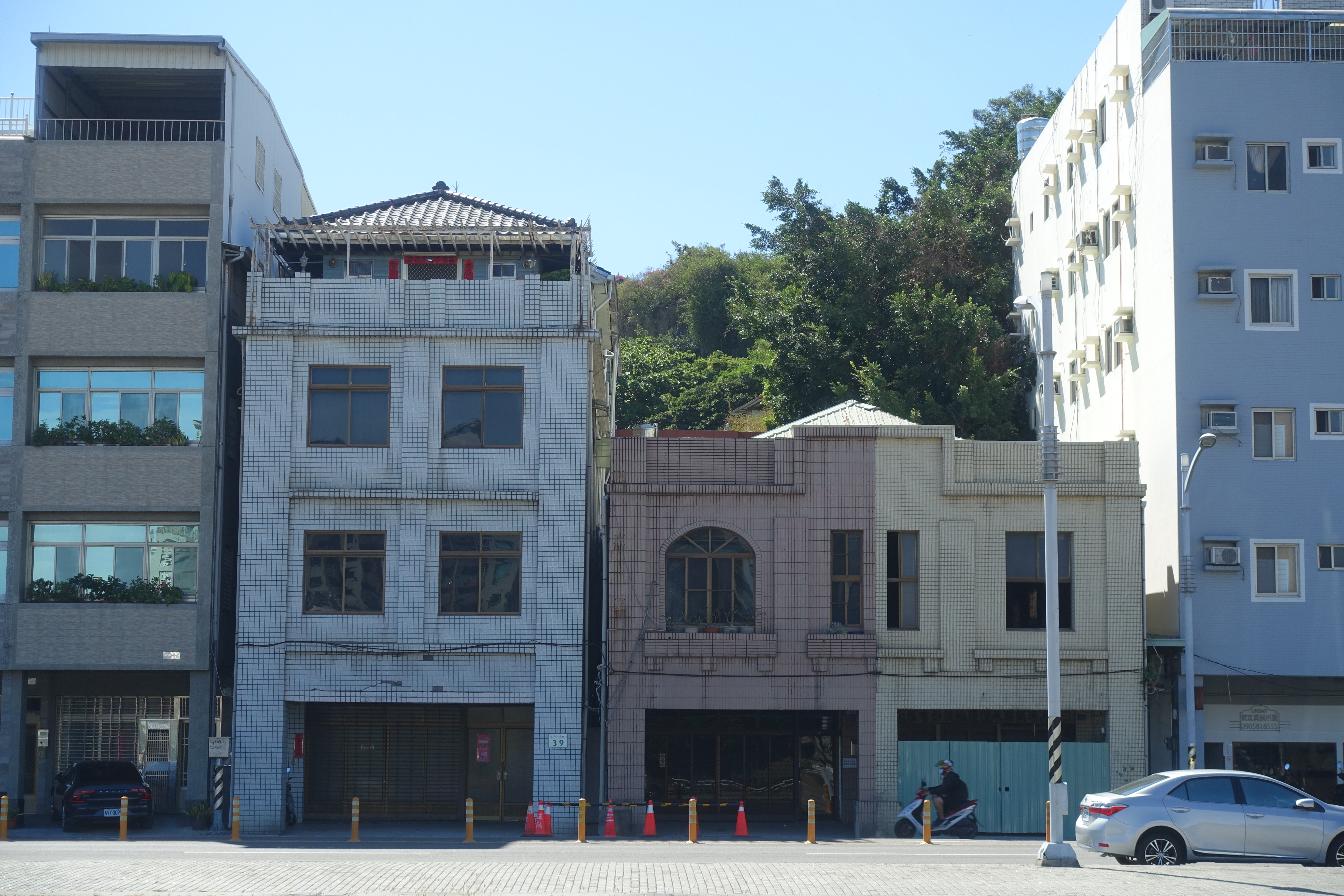
原吉井商行本店（左側三層樓）及吳服部（右側兩層樓）
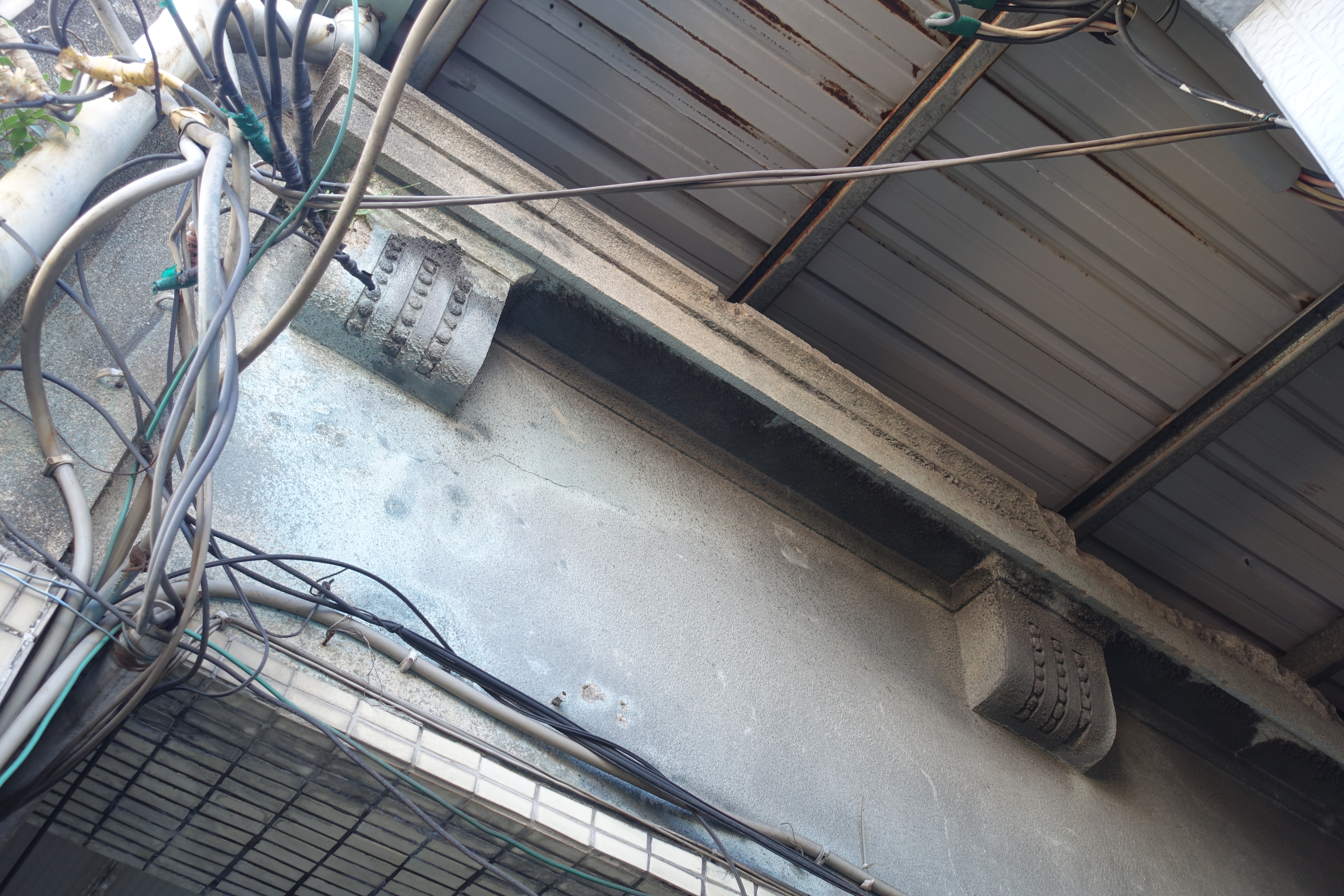
原吉井商行吳服部側牆殘留的裝飾
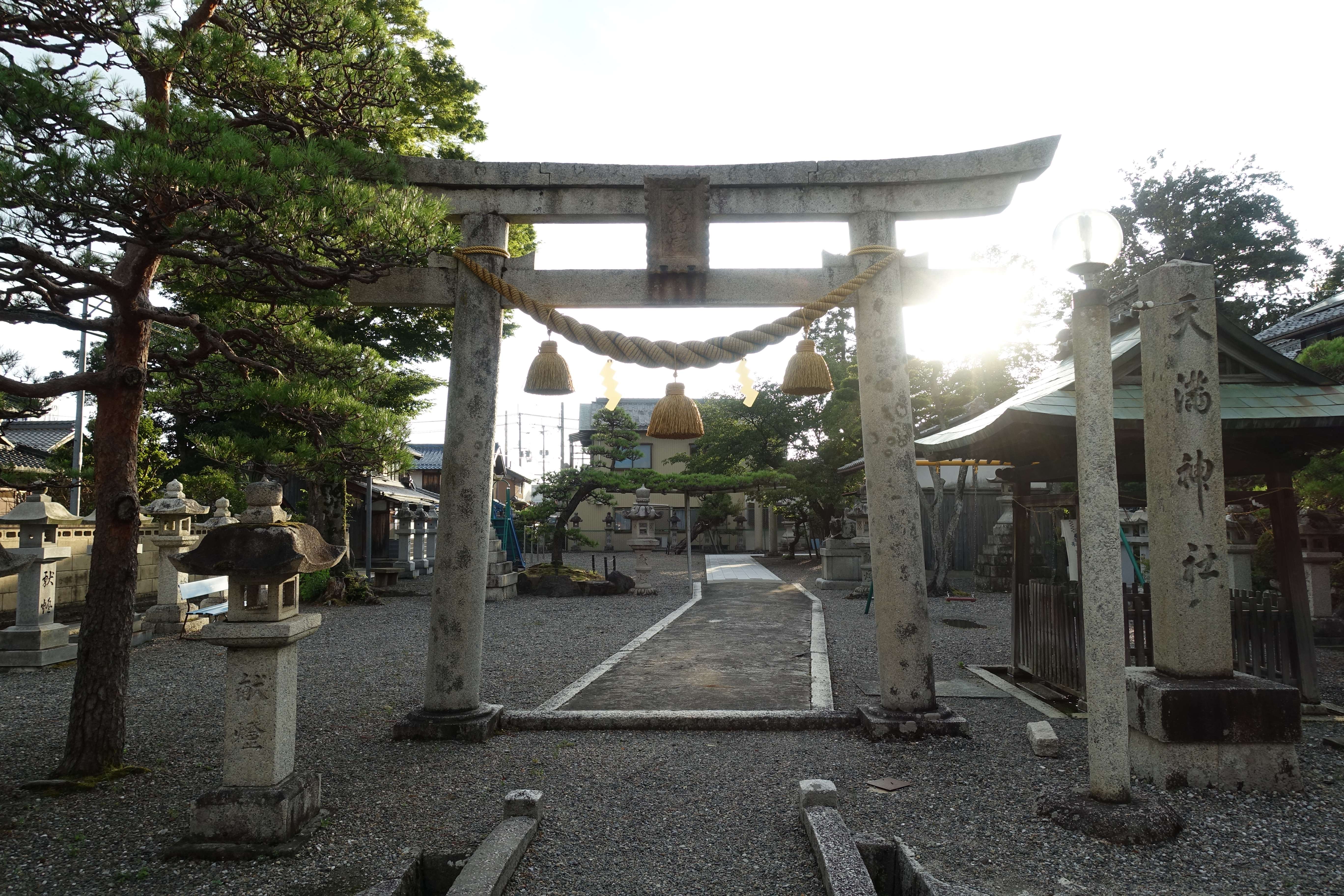
滋賀縣長濱市川崎町天滿神社
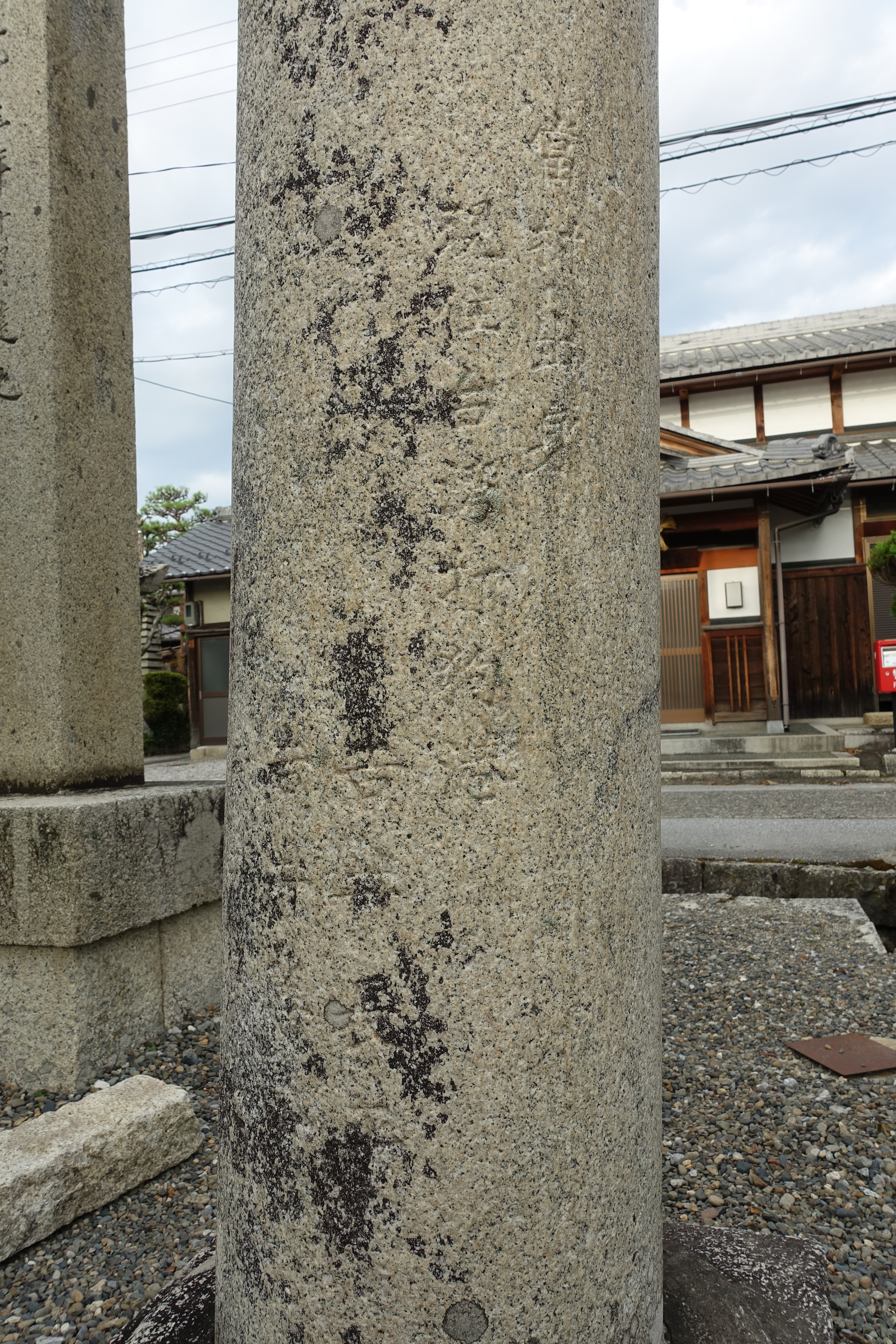
滋賀縣長濱市川崎町天滿神社鳥居上的文字

## 引用資料
1. ↑  https://www.facebook.com/ETtoday. . www.ettoday.net.   [2020-05-17]. （原始内容存档于2017-07-09） （中文（繁體））.
2. ↑  . 冷え込みましたね！ 大雪の札幌の様子・・　次は南国台湾高雄へ - びわ湖・勝手気ままな日々！.   [2020-05-17] （日语）.
3. ↑  . ホントに永らくお待たせしました！台湾高雄、吉井デパートの建設の様子、貴重な写真！ - びわ湖・勝手気ままな日々！.   [2020-05-17] （日语）.
4. ↑  打狗高雄｜歷史與現在. . 打狗高雄｜歷史與現在. 2017-12-13  [2020-01-18]. （原始内容存档于2020-02-25） （中文（臺灣））.
5. ↑  林曙光. . 春暉. 1993-02-28: 77－78頁. ISBN 957-9347-05-0.
6. ↑  陳柔縉. . 麥田. 2005: 112－113頁. ISBN 986-7252-50-0.
7. ↑  王御風; 杉森藍; 吳孟青; 黃于津; 許聖迪. . 我己文創有限公司. 2017.
8. ↑  . 長浜市・川崎町出身の吉井長平氏は台湾高雄市『吉井デパート』のオーナー！ - びわ湖・勝手気ままな日々！.   [2020-05-17] （日语）.
9. ↑  臺灣新民報. . 臺灣新民報. 1937.
10. ↑  自由時報電子報. . news.ltn.com.tw. 2020-06-02  [2023-08-12]. （原始内容存档于2020-06-10） （中文（臺灣））.